# Union d'Aix

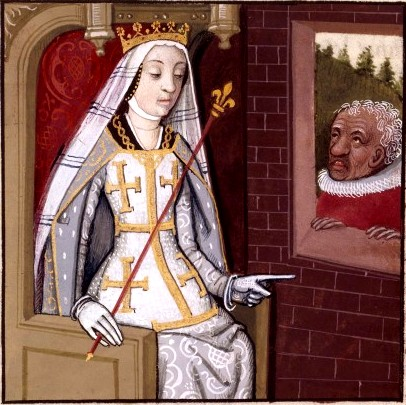
Jeanne Ire de Naples (1326-1382), dite la reine Jeanne, reine de Naples et comtesse de Provence. Ses droits sur la Provence puis sa mort occasionnèrent une guerre de succession appelée guerre de l'union d'Aix.

L’union d’Aix, créée en 1382, était une confédération de villes provençales. Elle soutint le parti de Charles de Duras contre celui du capétien Louis Ier d'Anjou lors des troubles qui suivirent la capture puis la mort de la reine Jeanne, comtesse de Provence. À la suite des choix ambigus de celle-ci, désignant comme successeur au comté Louis Ier d'Anjou, une guerre civile s'installait en Provence jusqu’à la reconnaissance du nouveau comte, Louis II, le fils de Louis Ier. La défaite de l'union d'Aix assit définitivement la seconde dynastie d'Anjou sur le comté de Provence (1387) et entraîna la dédition de Nice à la Savoie (1388).

## Origines

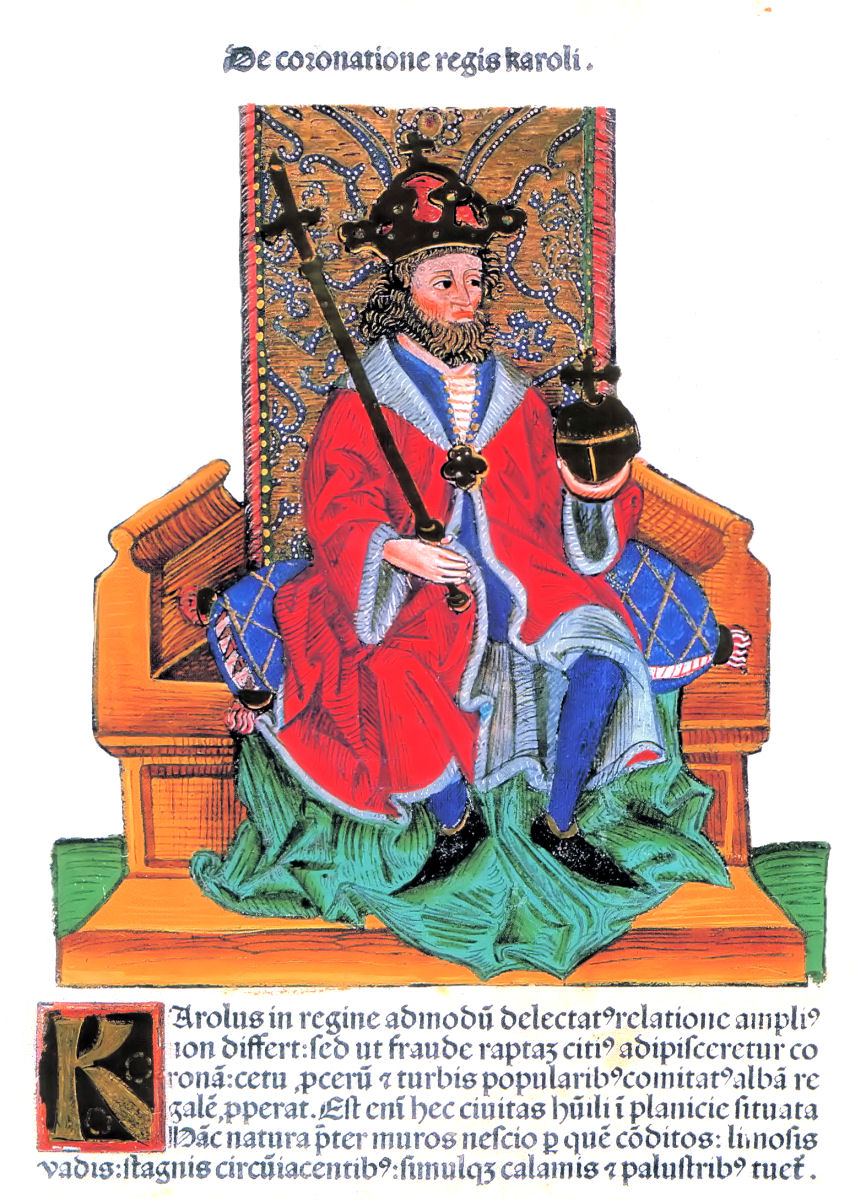
Charles III de Naples, dit Charles de Duras (Enluminure hongroise de 1488).

### Des héritiers successifs
En 1373 à Naples, Jeanne sans enfants désigne Charles de Duras, son cousin, comme son héritier. Mais Jeanne va bientôt s'aliéner Charles. En effet, avec l'accord du pape Grégoire XI, elle épouse le 25 mars 1376 le  capitaine Othon de Brunswick, ce qui, en dépit du rôle effacé (prince consort) de ce dernier, irrite Charles III qui se rapproche de Louis de Hongrie, ennemi de la reine Jeanne. Sur les conseils du pape d'Avignon Clément VII à qui elle fait appel, elle se tourne alors vers le capétien Louis, duc d'Anjou et deuxième fils de Jean II roi de France, qui déjà en 1367-1368 avait eu des visées sur la Provence.
En échange de l'aide qu'il doit lui apporter, elle l'adopte le 29 juin 1380, à la place de Charles de Duras. L'adoption est ratifiée par le pape les 22 et 23 juillet. Cependant, cette information qui devait rester secrète, au moins jusqu’au moment où le duc d’Anjou pourrait aider militairement Jeanne, sortit rapidement des cercles autorisés. Elle arrive ainsi à Tarascon le 22 octobre, ce qui compromet immédiatement la réussite de l’alliance.

### La reine Jeanne prisonnière

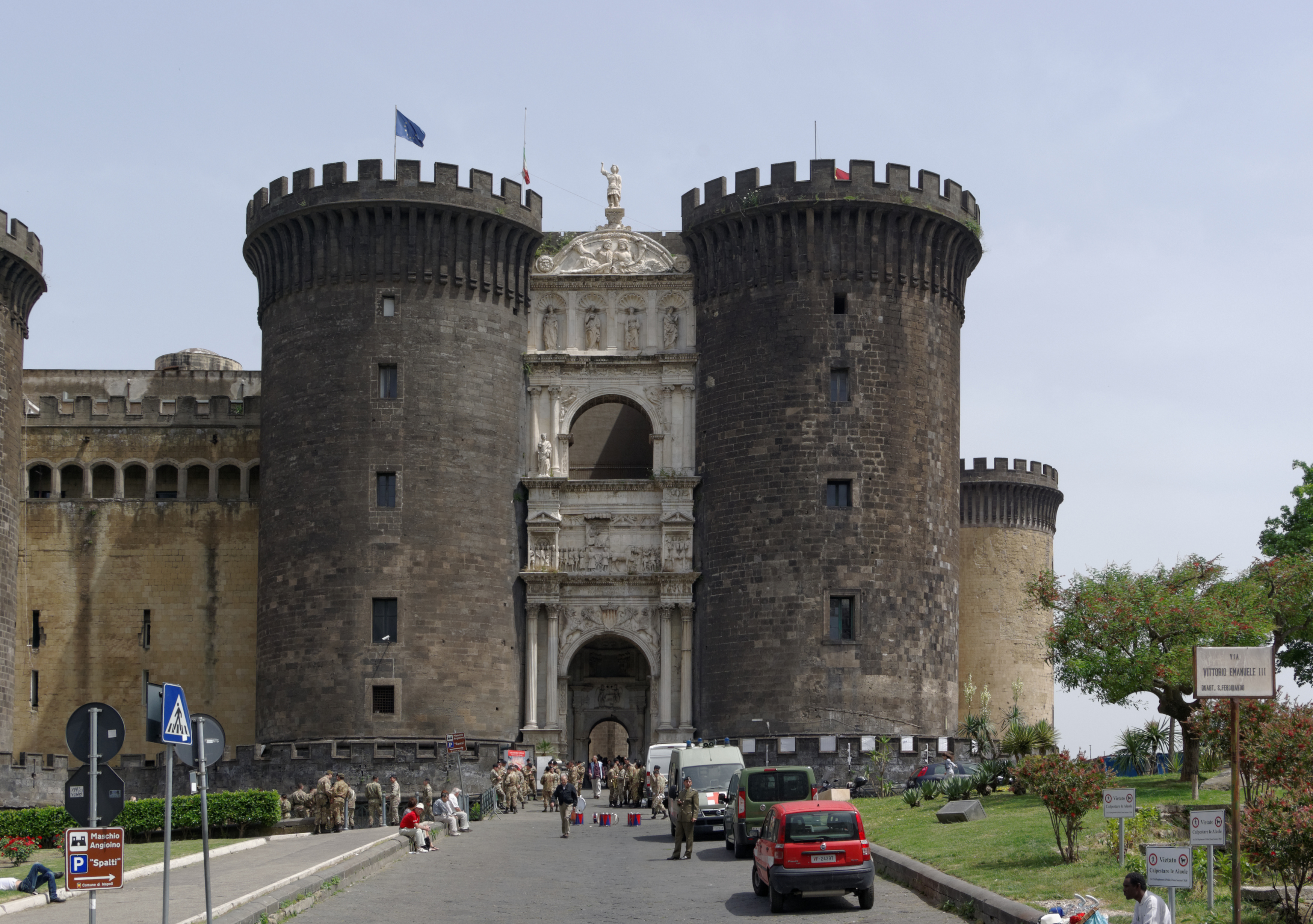
Château Neuf de Naples.

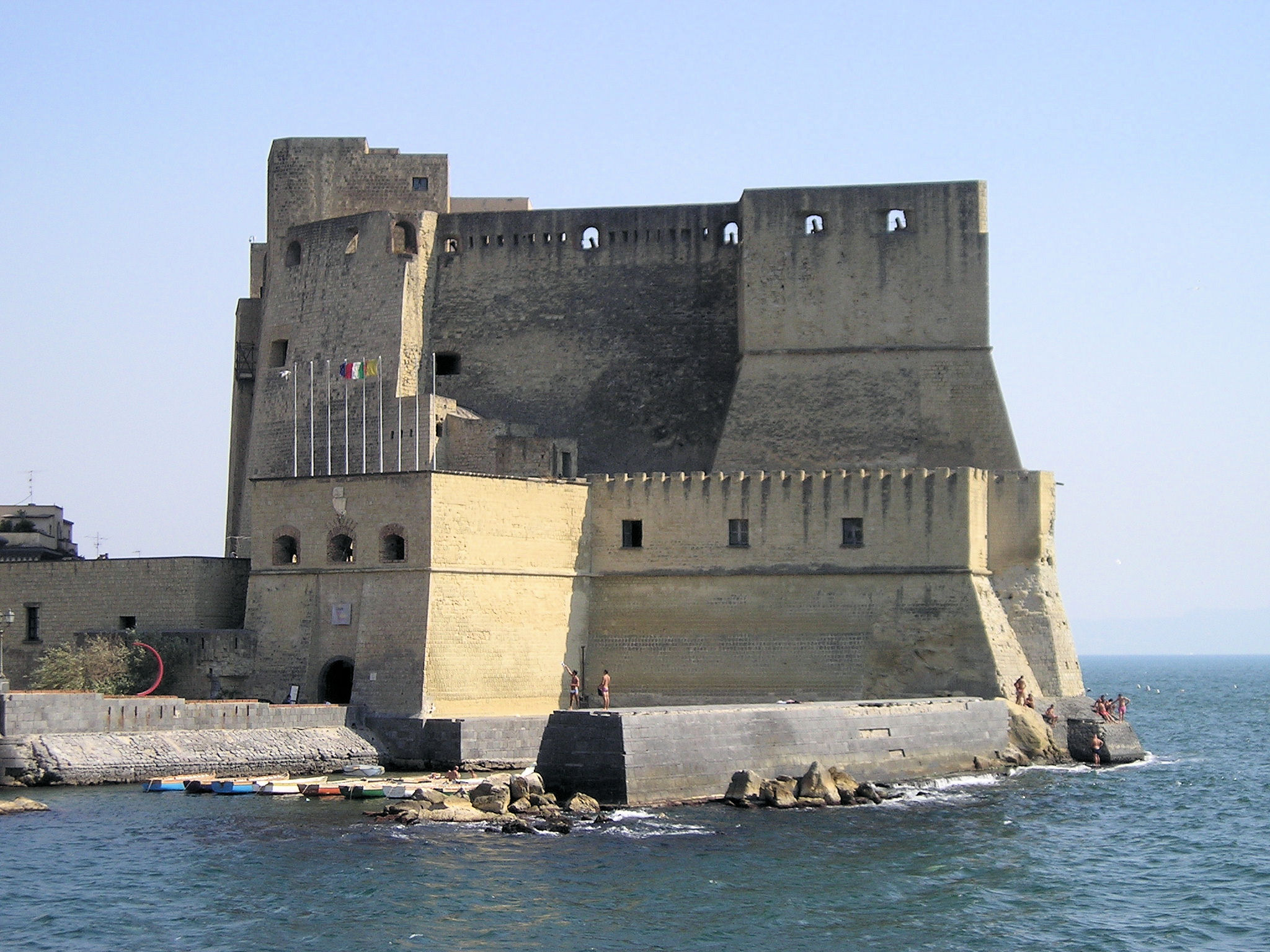
Château de l'Œuf - Naples.

Dans ces conditions, Charles III n'hésite plus et en novembre 1380 descend vers Naples à la tête d'une armée composée surtout de Hongrois. Il parvient à Rome le 11 novembre. Il semble que la reine Jeanne ait mal mesuré l’ampleur du danger, ou ses forces pour le combattre : elle ne recourt pas à l’aide que ses sujets provençaux auraient pu lui apporter, et se contente en juin 1381 d’appeler Louis d’Anjou à l’aide. Othon de Brunswick  ne peut arrêter les troupes de Charles qui franchissent les frontières du royaume de Naples le 28 juin 1381. Un mois plus tard, le 16 juillet 1381, Charles pénètre dans Naples et assiège la reine retirée dans le Château-Neuf où, privée de secours, Jeanne doit capituler le 26 août 1381. En effet, Othon de Brunswick a été vaincu dans Naples alors qu'il descend du Château de Saint Elme (Sant'Elmo) au secours de la reine Jeanne, le 24 ou le 25 août,.
Elle est placée en détention au Château de l'Œuf le 2 septembre, puis à celui de Nocera. La flotte marseillaise arrive le 22 septembre.
Louis d'Anjou se décide enfin à agir et descend en Provence.

## L’union d’Aix

### Naissance du mouvement
Dès le mois de septembre 1381, les communautés provençales réagissent à l’emprisonnement de la reine Jeanne : Marseille décide une expédition de secours le 5 octobre ; quelques jours plus tard, les États de Provence protestent également. Enfin, en février 1382, la communauté d’Aix accueille une réunion de représentants des communautés des villes et villages de Provence, qui créent l’union des villes contre les ennemis de la reine et de la patrie, à l’initiative du premier syndic Bertrand de Jouques[réf. nécessaire]. Dans la plus grande ignorance du sort réservé à la reine Jeanne, les États décident en mai d’envoyer une ambassade, qui revient bredouille. En juillet, réunis à Brignoles, ils en envoient une seconde, qui ne connait pas plus de succès. L’union d’Aix se déclare en faveur de Charles de Duras. Barral de Pontevès, devient gouverneur et capitaine général des comtés de Provence et de Forcalquier pour les Ligueurs de l’Union. D’après l’abbé Papon, les Ligueurs affiliés à l’union d’Aix, auraient souhaité avoir comme comte-roi le jeune Charles VI. Cette explication a posteriori est loin d’être satisfaisante. Ce qui est avéré est que face à une situation confuse le Conseil  du jeune roi de France et singulièrement ses oncles de Bourgogne et de Berri lui firent prendre la décision de mettre sous sa protection les Provençaux qui se réclamaient de Duras contre son oncle d’Anjou[réf. nécessaire]. 
Le 22 février 1382, lorsque Louis d'Anjou se rend à Avignon pour recevoir le serment des seigneurs et des villes de Provence, la communauté d'Aix refuse de le reconnaitre. Pendant ce temps, à la réunion des États de Provence d’avril, la noblesse et une partie du clergé lui accordent leur soutien, mais la communauté d’Aix refuse. De plus, ce soutien est conditionné à une expédition de soutien pour délivrer la reine Jeanne.
Face à Aix, Arles et surtout Marseille intéressée par la fourniture de bateaux et d’équipements destinés à l’expédition de Louis, seules villes importantes, rejoignent Louis Ier, leur ennemi de la veille (Louis avait essayé en 1368-1370 de s'emparer de la Provence et à cette occasion les villes de Marseille et d'Arles s'y étaient farouchement opposées). À ces conflits politiques s’ajoute un contexte religieux troublé : le Grand Schisme de l’Église catholique cristallise les oppositions en Provence, les Angevins choisissant le pape d'Avignon Clément VII et les Duras celui de Rome Urbain VI.

### Assassinat de la reine Jeanne
Louis Ier part d'Avignon à la tête d'une puissante armée le 30 mai 1382 pour secourir la reine prisonnière. Charles de Duras, pensant qu'il ne pourrait résister à Louis d'Anjou[réf. nécessaire], avait fait transférer la reine au château de Muro où il la fait assassiner, probablement par étouffement afin de faire croire à une mort naturelle, le 27 juillet 1382. Le 31 juillet, sa dépouille arrive à Naples, où elle est exposée une semaine à l’église Santa Chiara, afin que chacun constate sa mort et puisse conclure à l’apparente mort naturelle. L’ambassade des États, arrivée en septembre à Naples, rapporte la nouvelle aux États. L’union d’Aix reconnaît donc Charles de Duras comme l’héritier légitime de Jeanne pour le comté de Provence.
Cependant, cette nouvelle n’est pas admise sans réticences : le registre des délibérations du conseil de Draguignan note un doute, par exemple. Plus grave, à Grasse, on refuse l’annonce de la mort de Jeanne, et la ville sort de l’Union. Ce refus ou ces réticences sont assez largement répandues, à cause de la méfiance envers une nouvelle qui est propagée par l’Union. Au moins en 1383 et 1384, la plupart des communautés non-unionnistes et de nombreux nobles n’y croient tout simplement pas. À Marseille, il fallut l’intervention du pape, le 16 juin 1385, pour qu’elle soit admise. Dans certaines communautés des Alpes, la croyance persista jusqu’en 1388.

#### Les opérations des partisans de Louis Ier
La guerre ne se déclenche qu’en février 1383, quelques mois après la mort de Jeanne Ire de Naples, plaçant les différents acteurs devant l’obligation de faire un choix : l’union d’Aix tout entière se rallie à Charles de Duras. Le 8 mars 1383, Louis d’Anjou lança un appel à tous les peuples des pays où régnait la reine Jeanne pour « prendre les armes et à courir sus à cette cité rebelle et très inique [Aix-en-Provence] ainsi que celles qui font partie de l’Union ».[réf. souhaitée] Les villes et les chevaliers qui le suivent le font surtout parce qu’ils pensent Jeanne encore vivante, ayant de fortes réticences à son égard
Le 13 mars 1383 Marseille attaque les galères de Toulon et Hyères, ports ralliés à l’Union, puis met le siège devant Châteauneuf-les-Martigues du 28 au 31 mars. Elle s’empare d’Auriol le 22 avril puis assiège et rase Le Sarret. Les habitants du Sarret, rescapés du massacre, s’installèrent près de l’Huveaune où ils fondèrent Roquevaire.[réf. nécessaire]
Le 25 mars 1383, Foulques d’Agoult, donne ordre à son vice-sénéchal Louis de Trian, vicomte de Tallard d’attaquer son adversaire qui tient le parti d’Aix. 
Le roi de France intervint le 18 mai 1383 quand Aimery de Maignac, évêque de Paris et émissaire de Charles VI, annonce devant le conseil de ville de Marseille que pour faire face à la présence des troupes de Balthazar Spinola, le sénéchal carliste qui vient de débarquer en Provence, le roi soucieux de défendre les intérêts de sa parente la reine Jeanne a ordonné à Enguerrand d'Eudin, son sénéchal de Beaucaire, d’entrer dans le comté. Il assiège brièvement Aix, et demande aux Marseillais de l’aider à bouter les carlistes hors de Provence. Le 24 juin, Marseille envoie 200 arbalétriers à Enguerrand d'Eudin au siège de Saint-Cannat, puis à celui d'Aix où le sénéchal de Provence décide de faire appel à la cavalcade. Mais dès les premières chaleurs de l’été une nouvelle épidémie de peste se déclenche en Provence et oblige à lever le siège en septembre 1383. Marseille organise alors le blocus du port de Bouc, son rival. 
Le 8 mars 1384, Louis d’Anjou, par lettres patentes, fait transférer à Marseille le siège de la Cour royale à cause de l’infidélité d’Aix.

#### Les opérations des partisans de l'Union
De son côté, après être intervenu en Provence orientale avec les troupes de Balthazar Spinola, Charles Duras s’allie avec les Tuschins pour dévaster la Provence arlésienne. 
Au printemps 1384, le chef tuschin, Étienne Augier plus connu sous le nom de Ferragut, s’installe dans les Alpilles et fait régner la terreur jusqu'au Rhône et Arles qu'il prend dans la nuit du 24 juillet avec des complicités internes. Le viguier de la ville est tué. Après quelques heures de troubles, les habitants se révoltent contre les Tuschins et les chassent de la cité. Le lendemain, une répression sévère est menée contre leurs partisans.

### La mort de Louis Ier

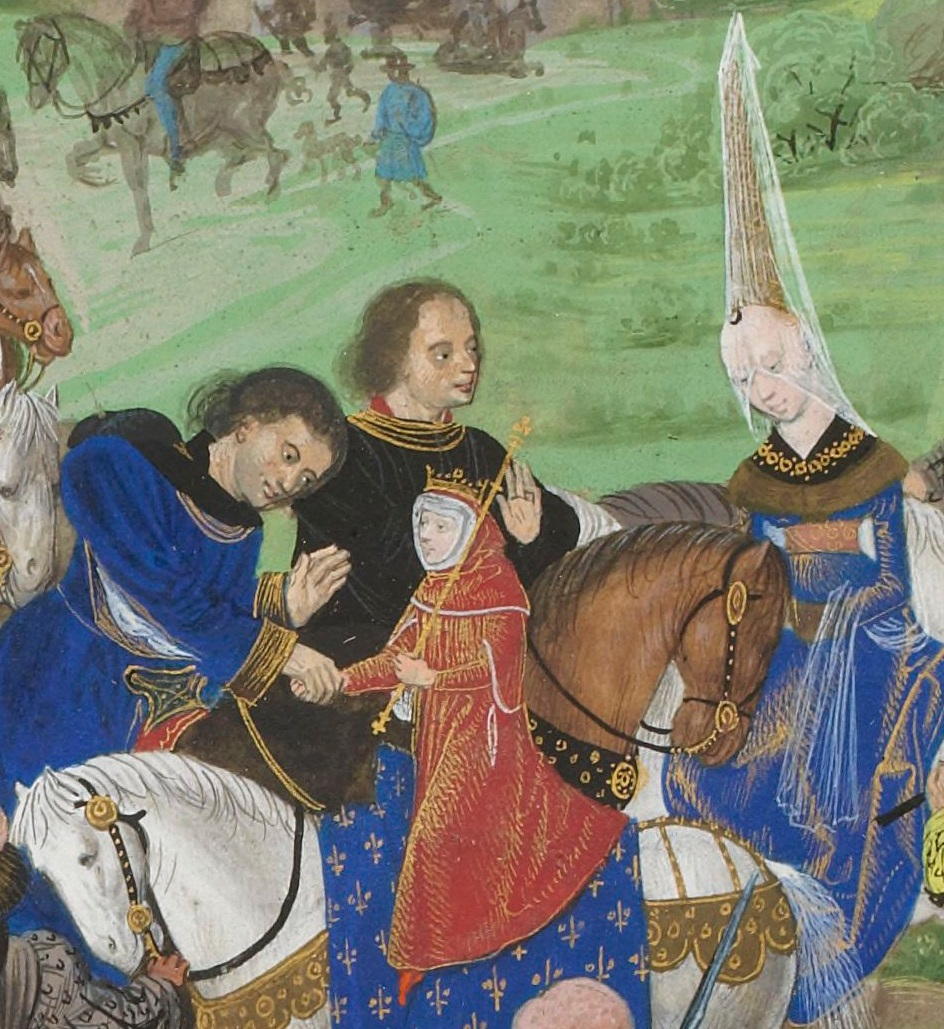
Le jeune duc Louis II d'Anjou et sa mère Marie de Blois.
Détail d'une miniature ornant les Chroniques de Jean Froissart, Bruges, vers 1475, Paris, BnF, ms. français 2645,.

Louis d'Anjou meurt le 21 septembre 1384 sans avoir pu reconquérir le royaume de Naples. Sa mort dans le royaume de Naples alors qu’il combattait Charles de Duras renforce la position de l’Union qui persiste dans son opposition à Louis II d'Anjou, fils aîné et héritier de Louis Ier, et à Marie de Blois mère et tutrice du jeune roi.
Cependant, cette mort facilite les choses pour le parti angevin : en effet, de nombreux Provençaux avaient gardé le souvenir de l’invasion de Louis Ier, en 1368, et refusaient de se soumettre à lui. Son fils, Louis II, n’avait pas ces antécédents.
Marie de Blois, accompagnée de son fils Louis II, vient s'établir à Avignon d'où elle continue la guerre et les transactions, sans parvenir encore à obtenir des ralliements. Elle reçoit l’hommage des seigneurs et des représentants de communautés qui la soutiennent les 7 et 8 juin 1385 à Apt. Elle missionne de nombreux représentants chargés de promettre des réductions de taxes et une plus grande autonomie : le mouvement de ralliement débute à la fin de l’été, et s’accélère pendant l’hiver 1385-1386. Ainsi Arles, prudente, ne s’engage qu’après plusieurs mois d’atermoiements et ne se décide à accueillir dans ses murs Marie de Blois et Louis II son fils que le 7 décembre 1385, lors d'une assemblée générale de 300 chefs de familles arlésiens devant le palais comtal. Après avoir négocié des contreparties et établi une nouvelle convention, Arles reconnaît alors ce dernier comme son nouveau seigneur.

### La mort de Charles de Duras et la fin de l'union d'Aix
Mais après le massacre de Charles de Duras en Hongrie, le 5 février 1386, l'union d'Aix perd insensiblement la meilleure partie de ses forces. Aix elle-même commence les négociations dès le printemps 1386, mais fait traîner les négociations. Tout comme la nouvelle de la mort de la reine Jeanne ne s’est pas répandue, celle de Charles de Duras met plus d’un an à atteindre toutes les communautés. On voit des actes du début de 1387 passés en son nom.
En 1387, les carlistes d’Aix provoquent des émeutes très violentes, qui sont durement réprimées et n’empêchent pas le ralliement de la ville à la dynastie angevine. Le roi Louis II, âgé de dix ans, fait son entrée solennelle le 21 octobre. La guerre de l'union d'Aix s'achève ainsi par la victoire de Marie de Blois et assoit définitivement l'installation de Seconde dynastie d'Anjou sur le comté de Provence. Mais ce succès est plus diplomatique que militaire dans la mesure où la victoire angevine s'est faite plus par des accords et des concessions que par les armes.

## Épilogue
D’une façon inattendue, la Provence à l’est du Var, c’est-à-dire le pays niçois, se retrouve seule face aux partisans des Anjou, maintenant très nombreux grâce aux avantages substantiels distribués généreusement par ces derniers. Ladislas de Duras, jeune roi de Naples chassé de sa capitale par une révolte, se révèle incapable d’aider ses derniers partisans.  
Au début 1388, devant la menace angevine et l’incapacité des Duras à les défendre, les édiles de la Provence orientale envoient une délégation auprès de Ladislas pour demander de l’aide. Il leur est répondu que le roi de Naples ne peut les aider et qu’en conséquence, il permet aux Niçois de se donner au seigneur qu’il leur plaira d'élire, et qui pourra assurer leur protection, à condition qu’il ne soit pas un adversaire des Duras. Les édiles choisissent le comte de Savoie Amédée VII, dit « le comte rouge », qui se met immédiatement en marche pour Nice, saisissant l’aubaine d’ouvrir ses États montagnards sur un port méditerranéen. Il arrive à l’abbaye de Saint-Pons, aux portes de Nice, le 27 septembre. Le lendemain 28 septembre 1388, est rédigé par devant notaire le pacte de « dédition » aux termes duquel le comte de Savoie s’engage à gouverner et protéger Nice et sa viguerie. Ce document finalise la Dédition de Nice à la Savoie.
La deuxième maison d'Anjou à régner sur la Provence est très profondément tournée vers la France : Louis III d'Anjou abandonne les projets de conquête en Italie, et part combattre les Anglais aux côtés du roi de France en 1426. Il figure parmi les compagnons de Jeanne d'Arc et assiste au sacre de Reims en 1429.